# اریک شاف
اریک شاف (انگلیسی: Eric Schaaf؛ زادهٔ ۲۹ مهٔ ۱۹۹۰) بازیکن فوتبال اهل آلمان است.
از باشگاه‌هایی که در آن بازی کرده‌است می‌توان به باشگاه فوتبال اس‌سی فورتونا کلن اشاره کرد.